# Trogtalit
Trogtalit ist ein selten vorkommendes Mineral aus der Mineralklasse der „Sulfide und Sulfosalze“ mit der chemischen Zusammensetzung CoSe2 und damit chemisch gesehen Cobaltdiselenid.
Trogtalit kristallisiert im kubischen Kristallsystem, konnte jedoch bisher nur in Form von mikroskopisch kleinen, unregelmäßigen Körnern bis etwa einem Millimeter Größe sowie eingewachsen in Clausthalit gefunden werden. Die Oberflächen des in jeder Form undurchsichtigen (opaken) und in frischen Proben rosavioletten Minerals zeigen einen metallähnlichen Glanz.
Mit einer Mohshärte von 7 gehört Trogtalit zu den harten Mineralen und wäre bei entsprechender Größe ähnlich wie das Referenzmineral Quarz in der Lage, Fensterglas zu ritzen.

## Etymologie und Geschichte
Bereits 1928 gelang es W. F. de Jong und H. W. V. Willems, die Verbindung CoSe2 synthetisch herzustellen und die Kristallstruktur zu klären.
Als natürliche Mineralbildung wurde Trogtalit zusammen mit Bornhardtit, Hastit (diskreditiert, identisch mit Ferroselit) und einem zunächst unbenannten Cobaltselenid im Grauwacke-Steinbruch Trogtal nahe Lautenthal im niedersächsischen Landkreis Goslar entdeckt. Die Erstbeschreibung erfolgte 1955 durch Paul Ramdohr und Marg. Schmitt, die das Mineral nach dessen Typlokalität benannten. Das zu dem Zeitpunkt aufgrund mangelnder Messergebnisse noch unbenannte Mineral wurde 1957 durch Hugo Strunz als Cobaltselenid (CoSe) identifiziert und erhielt den Namen Freboldit.
Das Typmaterial des Minerals wird im Natural History Museum in London, England, unter der Katalog-Nr. 1980,400 und im National Museum of Natural History in Washington, D.C., USA unter der Katalog-Nr. 112811 aufbewahrt.

## Klassifikation
Bereits in der veralteten 8. Auflage der Mineralsystematik nach Strunz gehörte der Trogtalit zur Mineralklasse der „Sulfide und Sulfosalze“ und dort zur Abteilung der „Sulfide mit M : S < 1 : 1“, wo er zusammen mit Aurostibit, Cattierit, Geversit, Hauerit, Laurit, Michenerit, Penroseit, Pyrit, Sperrylith, Vaesit und Villamanínit die „Pyrit-Reihe“ mit der System-Nr. II/C.05 bildete.
Im Lapis-Mineralienverzeichnis nach Stefan Weiß, das sich aus Rücksicht auf private Sammler und institutionelle Sammlungen noch nach dieser alten Form der Systematik von Karl Hugo Strunz richtet, erhielt das Mineral die System- und Mineral-Nr. II/D.17-50. In der „Lapis-Systematik“ entspricht dies ebenfalls der Abteilung „Sulfide mit Metall : S,Se,Te < 1 : 1“, wo Trogtalit zusammen mit Aurostibit, Cattierit, Changchengit, Dzharkenit, Erlichmanit, Fukuchilit, Geversit, Hauerit, Insizwait, Kruťait, Laurit, Maslovit, Mayingit, Michenerit, Padmait, Penroseit, Pyrit, Sperrylith, Testibiopalladit, Vaesit und Villamanínit die „Pyrit-Gruppe“ bildet (Stand 2018).
Die seit 2001 gültige und von der International Mineralogical Association (IMA) bis 2009 aktualisierte 9. Auflage der Strunz’schen Mineralsystematik ordnet den Trogtalit in die allgemeinere Abteilung der „Metallsulfide mit M : S ≤ 1 : 2“ ein. Diese ist allerdings weiter unterteilt nach dem genauen Stoffmengenverhältnis und den in der Verbindung vorherrschenden Metallen, so dass das Mineral entsprechend seiner Zusammensetzung in der Unterabteilung „M : S = 1 : 2, mit Fe, Co, Ni, PGE usw.“ zu finden ist, wo es zusammen mit Aurostibit, Cattierit, Dzharkenit, Erlichmanit, Fukuchilit, Gaotaiit, Geversit, Hauerit, Insizwait, Iridisit, Kruťait, Laurit, Penroseit, Pyrit, Sperrylith, Vaesit und Villamanínit die „Pyritgruppe“ mit der System-Nr. 2.EB.05a bildet.
Auch die vorwiegend im englischen Sprachraum gebräuchliche Systematik der Minerale nach Dana ordnet den Trogtalit in die Klasse der „Sulfide und Sulfosalze“ und dort in die Abteilung der „Sulfidminerale“ ein. Hier ist er ebenfalls in der „Pyritgruppe (Isometrisch: Pa3)“ mit der System-Nr. 02.12.01 innerhalb der Unterabteilung „Sulfide – einschließlich Seleniden und Telluriden – mit der Zusammensetzung AmBnXp, mit (m+n) : p = 1 : 2“ zu finden.

## Chemismus
Der idealisierten (theoretischen) Zusammensetzung von Trogtalit (CoSe2) zufolge besteht das Mineral aus 27,18 % Cobalt (Co) und 72,82 % Selen (Se). Bei der Analyse von Trogtalitproben aus der Musonoi Mine nahe Kolwezi (Demokratische Republik Kongo) konnten allerdings deutliche Gehalte an Kupfer (Cu, 9,02 %) und Palladium (Pd, 4,67 %) ermittelt werden.

## Kristallstruktur
Trogtalit kristallisiert kubisch in der Pyritstruktur in der Raumgruppe Pa3 (Raumgruppen-Nr. 205) mit dem Gitterparameter a = 5,86 Å sowie 4 Formeleinheiten pro Elementarzelle.

## Bildung und Fundorte
Trogtalit bildet sich neben anderen Co-Se-Mineralen eingewachsen in Clausthalit in selenführenden Gängen. Als Begleitminerale traten bisher Bornhardtit, Oosterboschit sowie gediegen Gold und Selen auf.
Als seltene Mineralbildung ist Trogtalit nur von wenigen Fundorten bekannt, wobei bisher etwas mehr als 10 Fundorte dokumentiert sind. Außer an seiner Typlokalität im Steinbruch Trogtal bei Lautenthal trat das Mineral in Niedersachsen noch in den Gruben Roter Bär und Wennsglückt am Beerberg auf. Weitere bekannte Fundorte in Deutschland sind ein unbenannter Grauwacke-Steinbruch bei Rieder (Ballenstedt) im Landkreis Harz und einige Pingen, Halden und kleine Steinbrüche bei Tilkerode im Mansfelder Südharz in Sachsen-Anhalt sowie die Grube Friedrichsglück im Tannenglasbachsgrund bei Neustadt am Rennsteig in Thüringen.
Weitere bisher bekannte Fundorte sind unter anderem die Tumiñico Mine nahe Villa Castelli und Los Llantenes im Departamento Vinchina in der Provinz La Rioja sowie die Sierra de Cacheuta nahe Cacheuta in der Provinz Mendoza in Argentinien, die El Dragón Mine in der bolivianischen Provinz Antonio Quijarro, die Shinkolobwe Mine in der Provinz Haut-Katanga und die Musonoi Mine in der Provinz Lualaba der Demokratischen Republik Kongo sowie die Uran-Lagerstätte Předbořice mit anomalen Ansammlungen von Uraninit, Seleniden und Gold bei Předbořice in der tschechischen Gemeinde Kovářov (Mittelböhmen).

## Trivia
In der Science-Fiction-Serie Star Trek: Deep Space Nine wird fiktives, aus Selen und Rhodiumnitrit synthetisiertes „Cobaltdiselen“ (englisch: Cobalt diselenide) als Nervengas eingesetzt, das für die meisten Humanoiden zwar harmlos, für Cardassianer allerdings tödlich ist.